# Liga da União de Blocos e Escolas de Samba de Nova Iguaçu
A Liga da União de Blocos e Escolas de Samba de Nova Iguaçu, mais conhecida pelo acrônimo LUBESNI é a liga que administrou por último o agora inativo Carnaval Iguaçuano, sendo formada pela união de todas as entidades carnavalescas do município.
Sendo criada no dia 3 de Setembro de 2013, é considerada sucessora da antiga ABESNI.
A entidade desde 2016 não organiza desfiles de escolas de samba competitivos, devido à falta de subvenção por parte do poder público municipal.
Entre as escolas de samba que estavam filiadas à LUBESNI em 2015, permaneceram desde então inativas 12 delas: Acadêmicos do Boi, Arrastão da Lagoinha, Esperança do Amanhã, Imperatriz Iguaçuana, Imperial de Nova Iguaçu, Império de Cabuçu, Nova Brasília, Palmeirinha, Santa Cecília, Santa Rita, Tupi de Austin, e União de Miguel Couto.

## História

### Antecedentes
As origens da LUBESNI remetem à antiga Associação de Blocos e Escolas de Samba de Nova Iguaçu (ABESNI), fundada em 1971 e sediada no bairro Califórnia. Em meados da década de 2010, 16 escolas de samba eram filiadas a ela, sendo que 14 participavam do desfile oficial promovido por ela, enquanto outras duas (Leão de Nova Iguaçu e Imperial) eram também filiadas à AESCRJ, disputando o Carnaval do Rio de Janeiro.
Após o carnaval 2008 a ABESNI perdeu seu presidente (Wilson Santos), que também era presidente da Flor de Iguaçu e faleceu naquele ano. Foi convocada então uma plenária, onde foi escolhida uma comissão formada por alguns presidentes e representantes das escolas para auxiliar o então vice-presidente Joacir de Oliveira (Joá). No mês seguinte essa comissão renunciou ao cargo de comando da entidade, e foi eleita uma nova diretoria.
Após dois anos ausentes da organização do Carnaval Iguaçuano, a ABESNI retornaria para 2014, com um pleito onde foi escolhido presidente novamente Zequinha 22.
Devido a supostos problemas na administração da ABESNI foram criadas duas outras ligas, que passaram a organizar o carnaval do município: a Liga Independente das Escolas de Samba de Nova Iguaçu (LIESNI) e a Liga Especial de Blocos e Escolas de Samba de Nova Iguaçu (LEBESNI).
A LIESNI passou a ser administrada por Romildo Vieira (ex-presidente da ABESNI), e o contador, Miroval Santos, Já na LEBESNI foi formada por opositores da antiga direção da ABESNI. Em 2013, passou a ser a liga que administraria o carnaval da cidade, realizando, inclusive, o concurso da corte carnavalesca. Naquele ano, não houve competição.

### Fundação
Com a reunificação das ligas, após o Carnaval de 2013, no mês de julho, a LUBESNI foi finalmente criada, com uma diretoria provisória, até a eleição e posse de Magno Diniz, em novembro.
A LUBESNI organizou os carnavais de 2014 e 2015, quando houve o acidente com cabos de alta tensão, que causou a morte de três empurradores de carro alegórico da escola de samba Palmeirinha, e ao cancelamento dos desfiles restantes naquele Carnaval, bem como também o cancelamento do concurso da primeira divisão do Carnaval. A partir daí, os prefeitos Nélson Bornier e Rogério Lisboa deixaram de subvencionar o Carnaval de Nova Iguaçu, razão pela qual os desfiles competitivos deixaram de acontecer.
Em meio a este imbróglio, algumas das escolas de samba filiadas à LUBESNI partiram para desfilar no Rio de Janeiro. A Império da Uva já havia desde 2015 sido campeã da sexta divisão carioca, fixando-se definitivamente no desfile da capital, juntando-se à Leão de Nova Iguaçu. 
Já em 2016, a Unidos de Três Corações tentou seguir pelo mesmo caminho, mas obteve apenas a nona colocação do então Grupo E (grupo de avaliação), e após, não mais desfilou. Ainda naquele ano, Arlene do Katendê assumiu a presidência da entidade em 2016, e a partir de 2017, passou a buscar parcerias junto ao poder público e iniciativa privada, para tentar voltar a organizar os desfiles competitivos.
Em 2020, Independente de Nova América e Unidos do Bandeirante passaram a desfilar como blocos de enredo pela Federação dos Blocos Carnavalescos do Estado do Rio de Janeiro.
No Carnaval 2022, a LUBESNI passou a organizar desfiles não competitivos a partir do edital da Secretaria Estadual de Cultura e Economia Criativa (SECEC). No ano seguinte, a Garras do Tigre desfilou no Rio de Janeiro pela liga LIVRES.

## Presidentes
| Nome                               | Mandato    | Ref.  |
| ---------------------------------- | ---------- | ----- |
| Magno Diniz                        | 2013-2014  | [ 3 ] |
| Renato Vieira Pessoa               | 2014-2016  |       |
| Arlene Camargo "Arlene do Katendê" | 2016-atual | [ 5 ] |